# Uricani, Iași
Uricani este un sat în comuna Miroslava din județul Iași, Moldova, România.

## Geografie
Satul se află situat la 5 km vest de centrul comunei. La 3 km de Uricani este fabrica Antibiotice Iași.

## Istoric
Uricani este atestat din anul 1456.

## Transport
- DN25

## Obiective turistice
- Biserica „Adormirea Maicii Domnului”, construită în jur de 1745.
- Rezervația Pădurea Uricani - rezervație forestieră (68 ha)

## Legături externe
Materiale media legate de Uricani la Wikimedia Commons